# Església de Sant Josep (La Pobla de Farnals)
L'església parroquial de Sant Josep és un temple catòlic situat al municipi de La Pobla de Farnals. Està catalogada com a Bé d'interès cultural, amb número d'anotació RI-46.13.199-001, segons la llei del Patrimoni Cultural Valencià.

## Campanar i campanes
Compta amb una torre campanar de planta quadrada alçat amb maçoneria i rajola, i el remat de materials actuals, on es poden trobar un conjunt de quatre campanes, una dedicada a la Mare de Déu del Rosari, fosa l'any 1957, l'altra té per nom el nom de Felisa, dedicada a Sant Feliu Màrtir, refosa en 1964. Altra té per nom Maria Vicenta, també refosa l'any 2003i la més gran és de 1941, de Maria Josefa.